# Bethany (Indiana)
Bethany (auch Bethany Park genannt) ist eine Town im Morgan County, Indiana, in der zur Volkszählung von 2020 insgesamt 95 Menschen lebten. Die Siedlung entstand im 19. Jahrhundert als kirchliches Freizeitlager.
Bethany liegt am östlichen Hang des White-Lick-Creek-Tals im Clay Township, unmittelbar südwestlich des Ortes Brooklyn.

## Geschichte
Die Siedlung geht auf den Bethany Park zurück, den die Kirche Disciples of Christ dort ab 1884 aufbaute und betrieb. Dem Chautauqua-Gedanken folgend, diente das Gelände gleichzeitig als Bildungsstätte und Freizeitpark. Dort wurde oft musiziert, es wurden Vorträge und Picknicks veranstaltet oder neue Erfindungen präsentiert. Auf der über 15 Hektar großen Fläche baute man schnell mehrere Sommerhäuser, ein eigenes Hotel, ein kleines Verlagsgebäude, ein Badehaus, einen Rudersee und eine Kirche mit 2000 Plätzen. Zu den dort abgehaltenen Lagern kamen Anhänger aus dem ganzen Bundesstaat, an manchen Tagen war der Park auch für Kirchenfremde geöffnet. Die Menschen erreichten den Park mit Sonderzügen über eine eigene Eisenbahnhaltestelle der Indianapolis and Vincennes Railway. Ende der 1920er-Jahre wurde der inzwischen etwas heruntergekommene Park saniert, aber trotzdem kamen immer weniger Menschen zu den Veranstaltungen. 1952 fiel ein großer Teil des Parks einem Feuer zum Opfer, darunter auch das Hotel. 1954 verkaufte die Kirche schließlich das Gelände. Die Gemeinde Bethany gründete sich im Jahr 1955. Heute wird das Gelände des Parks unter anderem von einem Schrottplatz genutzt.

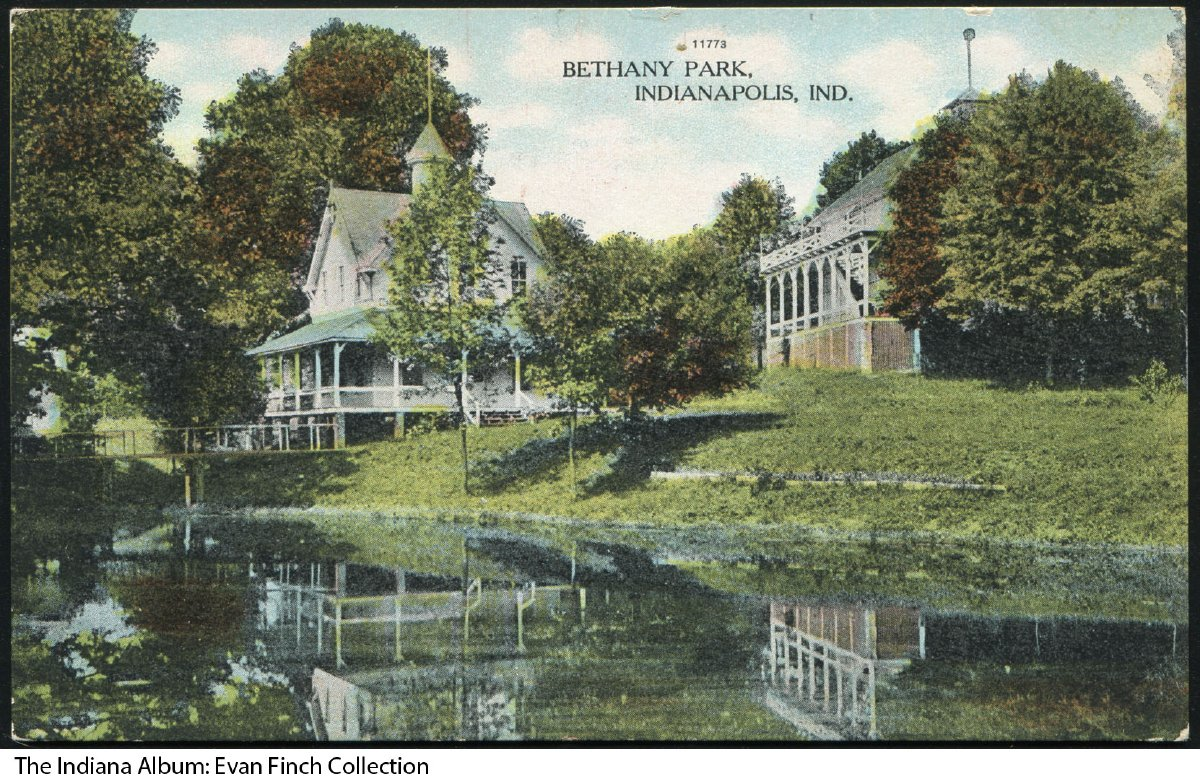
Bethany Park auf einer Postkarte, um 1910
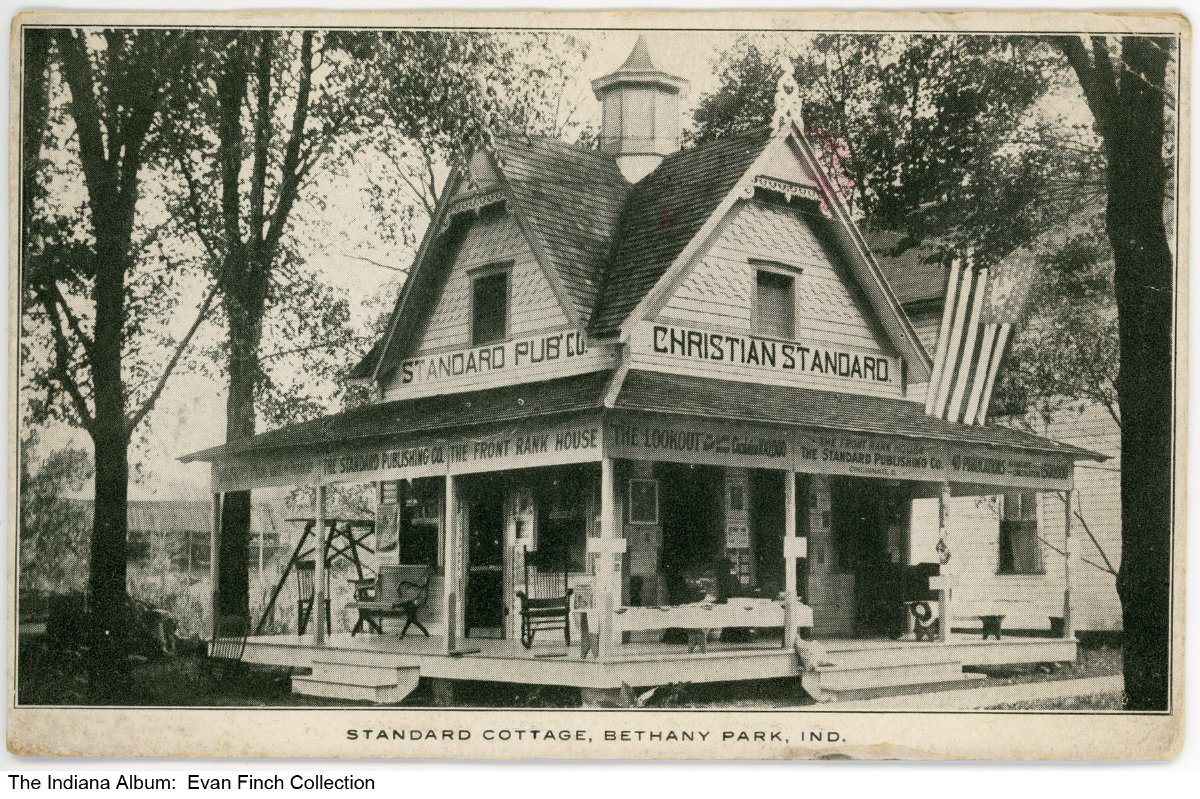
Bürogebäude von Christian Standard Publishing im Park, Postkarte von ca. 1912
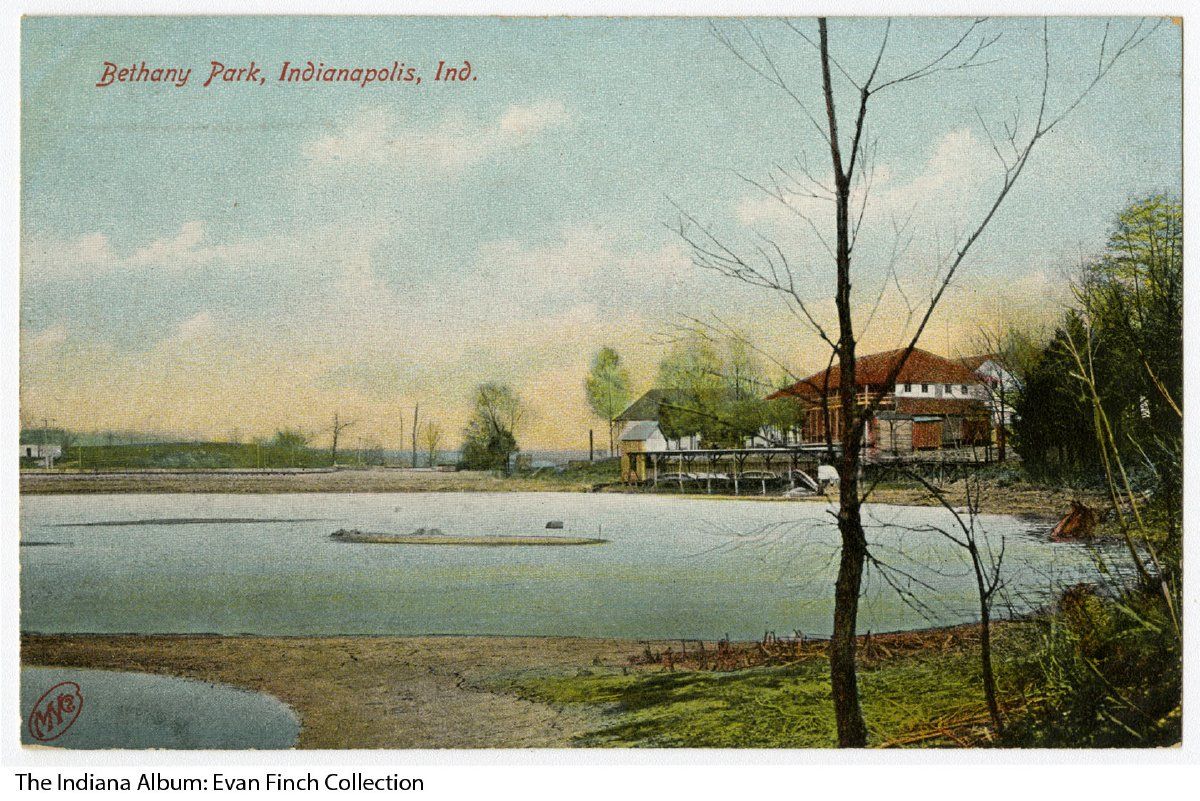
Boothaus und See, Postkarte, um 1910

## Politik
Der Gemeinderat von Bethany besteht aus vier Mitgliedern, die jeweils einen Wahlbezirk repräsentieren. Schreiberin und Schatzmeisterin (clerk-treasurer) ist Pamela Mitchell (Stand 2020). Nachdem 2011 ein Stadtratsmitglied in einen anderen Bezirk gezogen war, musste zum ersten Mal seit über 15 Jahren in der Gemeinde eine Kommunalwahl abgehalten werden. Dabei waren mit 46 Menschen wahlberechtigt.
Seit Dezember 2019 gibt es Berichte über Staubniederschläge in der Gemeinde, die von einem nahe gelegenen Leichtbetonwerk stammen. Die Firma erklärte im Jahr 2020, sie  habe die Anlage seitdem nachgebessert. Trotzdem bemerkten die Menschen in Bethany wieder grauen Staub auf ihren Grundstücken.